# グリーンコープ連合
グリーンコープ生活協同組合連合会（グリーンコープせいかつきょうどうくみあいれんごうかい）は、せっけん派生協で、福岡県を本拠地にし、西日本を中心に展開している日本の生活協同組合である。

## 概要
グリーンコープ生活協同組合連合会は、西日本を中心とした16の生活協同組合（下記）とグリーンコープ連合会とを傘下に持つ生協の連合会である。
組合員総数は約43万世帯、供給高637.1億円（2022年3月現在）。
主な業務として、食料品を中心とした商品の供給を共同購入や店舗で行っている。
独自の安全基準を持っており、出来るだけ国産品で農薬や添加物の少ない、安心・安全な食を追求している。産直に力を入れており、産直産地（青果、米、畜産、たまご、牛乳）と直接取引を行っている。
組合員による各種委員会を組織し、独自の商品の開発や検討、環境を守る運動として4R運動や平和を守る活動、脱原発運動、地域福祉の取り組みなど積極的に行っている。
独自ブランドである、産直びん牛乳ノンホモは2017年及び2019年に国際味覚審査機構（iTQi）で二つ星、産直びん牛乳パスチャライズは2019年に国際味覚審査機構（iTQi）で一つ星を受賞している。2022年は、産直びん牛乳ノンホモ、産直びん牛乳パスチャライズともに、国際味覚審査機構（iTQi）で一つ星を受賞した。
事業としては、共済・保険、福祉、電力、生活困窮者を対象にした家計相談・貸付などがある。
東日本大震災、熊本地震、九州北部豪雨、西日本豪雨などへの災害支援活動を行っている。
現在、国や大手電力会社を相手に託送料金訴訟を行っている。
イメージキャラクターは「元気くん」。自然との共生の象徴として、リスのキャラクターが選ばれた。

## 食の安心・安全へのこだわり
食品に対しては、素材のよさを生かし不要な食品添加物を使わない、原料や飼料に対しても遺伝子組み換えでないものをできるだけ使うなど、安心・安全に対してこだわりがある。また、食品の容器や包材についても、環境を守るためにできるだけプラスチックを使わず、環境ホルモンが溶出しないものを使用している。
日本の農業を守り、食料の自給率の向上をめざし、生産者と顔の見える関係を大切にしている。
- 青果・米・畜産物は基本的に「産直」[7]。
- 農畜産物はもちろん、加工商品の原料もできるだけ「国産」を追求。米生産については、生産奨励金を設置し、米生産者に届けている。
- 食品添加物はグリーンコープの自主基準に基づき、安全が確認されたものだけを使用している。
- 2011年10月より独自に放射能測定室を設置し、独自の基準を設けて残留放射能検査を行っている。検査結果を組合員に開示している。
- 2019年より、組合員がメーカーに出向く「グリーンコープ商品の確かさを確認する活動」が開始された。

## 組織

### 会員生協
グリーンコープ生活協同組合連合会の会員生協は以下の通り。
- グリーンコープかごしま生協
- グリーンコープ生協みやざき
- グリーンコープ生協くまもと
- グリーンコープ生協おおいた
- グリーンコープ生協（長崎）
- グリーンコープ生協さが
- グリーンコープ生協ふくおか
- グリーンコープやまぐち生協
- グリーンコープ生協ひろしま
- グリーンコープ生協（島根）
- グリーンコープ生協おかやま
- グリーンコープ生協とっとり
- グリーンコープ生協ひょうご
- グリーンコープ生協おおさか
- グリーンコープしがまる生協
- グリーンコープ生協ふくしま

### 一般社団法人グリーンコープ共同体
一般社団法人グリーンコープ共同体には、グリーンコープ生活協同組合連合会のほか、以下の組織が参加している。
- 学校法人グリーンコープ
- グリーンコープ生活協同組合連合会の会員生協（上記）
- 一般社団法人グリーンコープでんき
- グリーンコープ共済生活協同組合連合会
- 一般社団法人幸福（しあわせ）になる農業塾
- 社会福祉法人グリーンコープ
- 一般社団法人グリーンコープ産直市場
- 一般社団法人グリーンコープ労働協同組合（ワーカーズ・コレクティブ）連合会
- 株式会社コークス調査研究所

## 沿革
1988年
- 九州・山口の25生協で生協連合グリーンコープ 結成
- グリーンコープ生協ふくおかの前身である「ふくおか南部生協」で代理人運動（後のふくおか市民政治ネットワーク）開始

1992年
- 生活協同組合連合会グリーンコープ事業連合 誕生

1993年
- 「夢ヲかたちに-中期計画基本構想」採択
- 大分物流センター開設

1994年
- グリーンコープふくおか連合 設立
- グリーンコープ福祉連帯基金 設立
- 福岡青果センター開設
- 若宮第2物流センター落成

1995年
- 家事サービスワーカーズ 誕生

1996年
- びんリユースシステム始動
- 福祉活動組合員基金（100 円基金）設置 開始

1998年
- non-GMO牛乳（遺伝子組み換えでない飼料による牛乳） 開発
- 生活協同組合連合会グリーンコープ事業連合から生活協同組合連合会グリーンコープ連合（以下、グリーンコープ連合）に名称変更
- 新多の津センター開設

2000年
- 介護保険事業に参入

2001年
- グリーン＊システム（個配・ペア配・班配） スタート
- グリーンコープ福祉ワーカーズ・コレクティブ 連合会 設立

2002年
- Web注文スタート
- グリーンコープふくおか連合 解散
- 広島物流センター開設

2003年
- グリーンコープ商品生産・製造認証システム スタート
- 産直びん牛乳の開発
- 社会福祉法人 煌（きらめき）〔2008年から社会福祉法人グリーンコープ〕設立
- 子育て応援総合情報誌「グープ」　創刊
- キッズGREEN　スタート

2004年
- グリーンコープ福祉連帯基金 解散

2005年
- CO・OP共済≪たすけあい≫ 日本生協連と共同引受開始

2006年
- グリーンコープ生活再生事業 スタート

2007年
- 九州・中国・関西にある14の生協と商品事業を担うグリーンコープ連合とで、グリーンコープ共同体を設立[3]

2008年
- 福岡物流センター開設

2009年
- フードマイレージの取り組みスタート

2010年
- 抱樸館福岡開設
- ファイバーリサイクル事業開始
- 物流センター再編（大分物流センター閉鎖）

2011年
- 認可外保育所「げんきの森こども園」開園
- 広島物流センター移転新設

2012年
- 認可保育所「松島りすの森保育園」開園
- 一般社団法人グリーン・市民電力〔2020年から一般社団法人グリーンコープでんき〕設立

2013年
- 学校法人グリーンコープ「香椎照葉幼稚園」開園
- グリーン・市民電力、神在太陽光発電所売電 開始
- カタログGreenぷらす　発行
- 各地にキープ＆ショップ展開
- ふくおか市民政治ネットワークとの関係解消

2014年
- グリーンコープ市民電力研修施設「遊学舎」開所

2015年
- 生活困窮者自立支援法に基づく事業を自治体から受託

2016年
- グリーンコープでんきの共同購入 開始
- 2016年夏ギフトの「東北5県」表記に関して、「不適切な表現」として謝罪した（東北5県事件）[8][9][10]。

2018年
- グリーンコープ連合からグリーンコープ生活協同組合連合会（以下、連合会）に名称変更[3]
- 一般社団法人グリーンコープ共同体 設立[3]
- 一般社団法人グリーンコープ労働協同組合（ワーカーズ・コレクティブ）連合会設立
- 東日本大震災復興応援企画のチラシ[11]等について報じた2017年の記事に関連して、グリーンコープが福島民友新聞社を提訴した[8]。

2019年
- しがまる生協 〔2020年からグリーンコープしがまる生協〕が連合会に加入[3]

2020年
- 一般社団法人グリーンコープ福祉活動組合員基金連合会設立

2021年
- グリーンコープ生協ふくしま設立・連合会加入[3]
- 一般社団法人グリーンコープこども基金設立
- 熊本物流センター移転新設
- 一般社団法人グリーンコープ産直市場設立